# Canal Neumayer

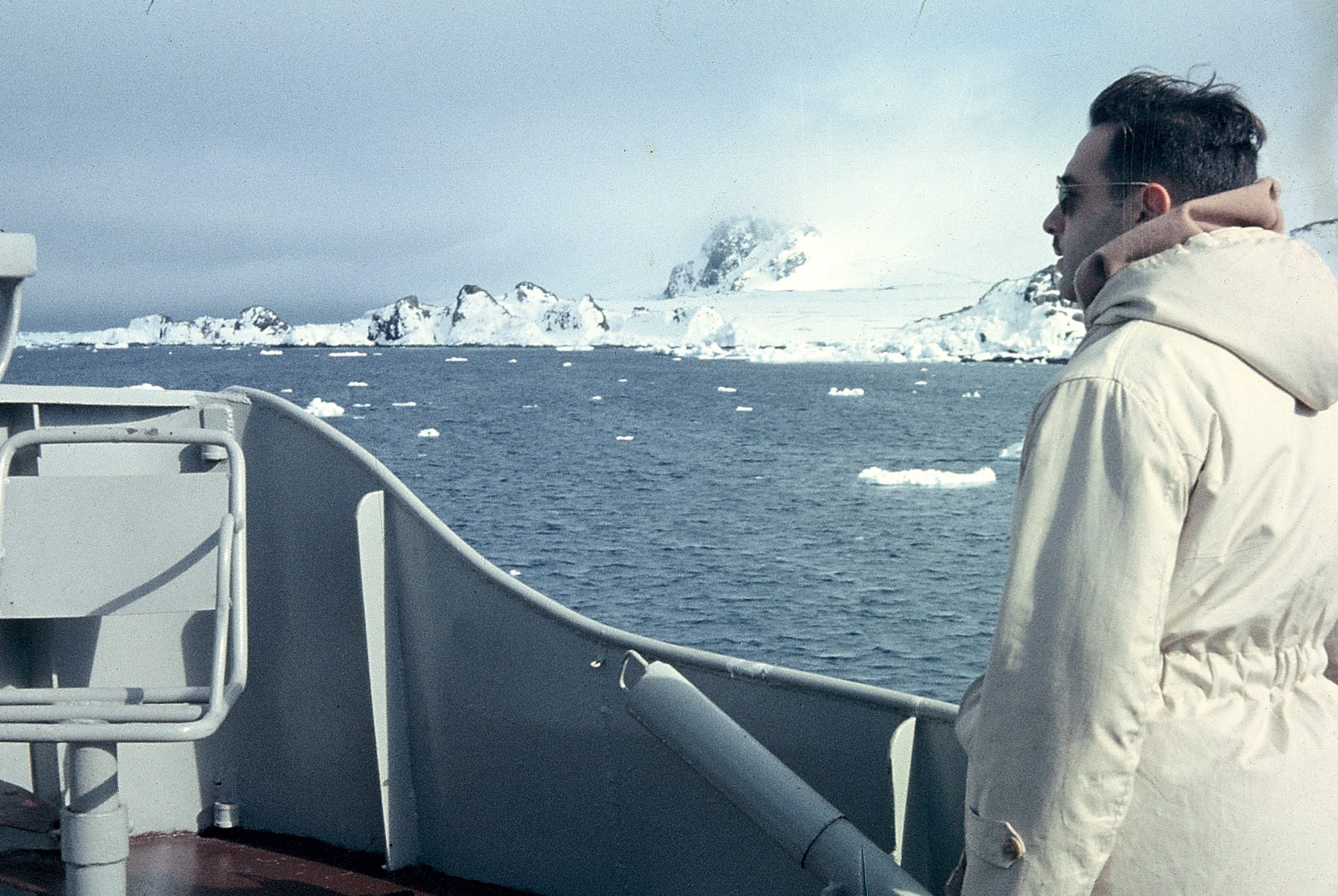
O Canal Neumayer

O canal Neumayer é um canal de 26 km de extensão na direção NE-SW e cerca de 2,4 km de largura, separando a Ilha de Anvers da Ilha Wiencke e da Ilha Doumer, no Arquipélago Palmer. A entrada sudoeste para este canal foi vista por Eduard Dallmann, líder da expedição alemã de 1873-74, que o nomeou Canal Roosen. A Expedição Antártica Belga, 1897–99, sob o comando de Gerlache, velejou através do canal e o nomeou de Georg von Neumayer. O segundo nome foi aprovado devido ao uso mais geral.
O canal Neumayer é conhecido por seus penhascos majestosos, uma atração para turistas que vem a região. É dito ser como um labirinto com nenhuma saída visível por causa de sua forma de "S" invertido. Ambas a entrada e saída têm curvas agudas.
 Este artigo incorpora material em domínio público  de United States Geological Survey   , documento "Canal Neumayer" (conteúdo do Geographic Names Information System).